# Hewitt Bay
Die Hewitt Bay ist eine rechteckige und 1,5 km lange Bucht der Anvers-Insel im westantarktischen Palmer-Archipel. Ihre Einfahrt wird von den Landspitzen Biscoe Point und Access Point begrenzt.
Das Advisory Committee on Antarctic Names benannte die Bucht 2007 nach Roger P. Hewitt vom Southwest Fisheries Science Center in La Jolla, Kalifornien, der von 1989 bis 2005 Untersuchungen zum Gewässerökosystem zwischen den Südlichen Shetlandinseln und der Antarktischen Halbinsel geleitet und von 2000 bis 2005 der Kommission zur Erhaltung der lebenden Meeresschätze der Antarktis angehört hatte.